# Kamen Rider Drive Saga: Kamen Rider Brain
Kamen Rider Drive Saga: Kamen Rider Brain (仮面ライダードライブサーガ: 仮面ライダーブレン, Kamen Raidā Doraibu Sāga: Kamen Raidā Buren) est une mini-série en deux parties sur le personnage de Brain, apparu dans Kamen Rider Drive.
La série est présentée comme une série sur "Brain, le dernier Heisei Rider",.

## Sypnosis
Brain, apparu dans Kamen Rider Drive se réveille et se retrouve kidnappé par une organisation maléfique nommée Mu  (無, Mu, littéralement néant) dont le but principal est de conquérir le monde. Choisi pour son QI élevé, son corps a été reconstruit et alors qu'il était sur le point de subir un lavage de cerveau le processus est interrompu par le professeur Crystal Peppler, le scientifique qui a reconstruit son corps, et constate que le visage et la voix de ce dernier ressemblent à ceux de Krim Steinbelt. Alors que Brain découvre une ceinture de transformation en sa possession, les deux hommes sont confrontés aux membres de Mu pour la trahison apparente de Peppler à l'égard de l'organisation. Brain se transforme en Roidmude et se bat, mais il est projeté hors du bâtiment pour revenir peu de temps après en Kamen Rider.En tant que Kamen Rider Brain, il bat sans effort la plupart des membres du Mu avant de s'enfuir avec Peppler à moto.

## Distribution
- Shota Matsushima (松島 庄汰, Matsushima Shōta?) : Brain (ブレン, Buren?) / Kamen Rider Brain (仮面ライダーブレン, Kamen Raidā Buren?)
- Tomoya Warabino (蕨野 友也, Warabino Tomoya?) : Heart (ハート, Hāto?) / Kamen Rider Heart (仮面ライダーハート, Kamen Raidā Hāto?) (il apparaît en Kamen Rider uniquement dans un flash-back)
- Fumika Baba (馬場 ふみか, Baba Fumika?) : Medic (メディック, Medikku?)
- Christopher Daniel Peppler (クリス・ペプラー, Kurisu Pepurā?) : Crystal Peppler (クリスタル・ペプラー, Kurisutaru Pepurā?), Krim Streinbelt (クリム・スタインベルト, Kurimu Sutainberuto?)